# Lewis Ferguson
Lewis Ferguson (Hamilton, 24 agosto 1999) è un calciatore scozzese, centrocampista del Bologna, di cui è vice-capitano, e della nazionale scozzese.

## Biografia
Suo padre è l'ex calciatore Derek Ferguson, mentre suo zio è Barry Ferguson.

## Caratteristiche tecniche
Centrocampista che fa della duttilità la sua caratteristica principale, viene preferibilmente schierato come centrale dimostrando delle buone capacità di corsa, oltre a essere abile nel recuperare i palloni, nei duelli aerei e anche nell'impostazione del gioco, abilità che gli permettono di essere schierato anche da mediano. È dotato di una discreta tecnica individuale che lo rende utilizzabile anche da trequartista; abile negli inserimenti e con un buon tiro dalla distanza, spesso si incarica di battere punizioni e rigori.

## Carriera

### Club
Cresciuto nel settore giovanile del Rangers, nel 2013, a seguito del fallimento del club di Glasgow, ha firmato per l'Hamilton Academical. Ha esordito in prima squadra il 3 agosto 2016 in occasione del match di Scottish Challenge Cup vinto 3-0 contro il Cumbernauld Colts.
Nel 2018 lascia il club non rinnovando il contratto in scadenza, e successivamente si accasa all'Aberdeen.

#### Bologna
Il 12 luglio 2022 Ferguson viene acquistato dal Bologna, squadra militante in Serie A. Dopo aver saltato le prime due giornate, per via di una vecchia squalifica comminatagli nel campionato scozzese, esordisce con i rossoblu ed in massima serie il 27 agosto dello stesso anno, nella partita in casa del Milan, subentrando a Jerdy Schouten all'84'. Il 23 ottobre seguente, segna il suo primo gol in Serie A nel successo per 2-0 sul Lecce. Lungo la stagione, Ferguson viene promosso in pianta stabile al ruolo di titolare da Thiago Motta, concludendo l'annata con 32 presenze e sette reti in campionato.
Nel luglio del 2023 il centrocampista rinnova il proprio contratto con il club felsineo fino al 30 giugno 2027, con un'opzione per un ulteriore anno. Il 23 dicembre 2023, segnando un gol nella vittoria per 1-0 contro l'Atalanta, diventa il calciatore scozzese con più gol nella storia della Serie A. Il 13 aprile 2024, dopo un'ottima stagione condita da 6 gol e 3 assist e con il Bologna in zona Champions League, riporta la lesione del legamento crociato terminando anzitempo la sua stagione.

### Nazionale
Il 6 settembre 2018 ha esordito con la Nazionale Under-21 scozzese disputando il match di qualificazione per gli Europei Under-21 2019 vinto 3-0 contro l'Andorra.
Nell'agosto 2021 riceve la sua prima convocazione in nazionale maggiore, esordendo il 1º settembre dello stesso anno nella sconfitta per 2-0 contro la Danimarca.

## Statistiche

### Presenze e reti nei club
Statistiche aggiornate al 25 maggio 2025.
| Stagione        | Squadra             | Campionato      | Campionato | Campionato | Coppe nazionali | Coppe nazionali | Coppe nazionali | Coppe continentali | Coppe continentali | Coppe continentali | Altre coppe | Altre coppe | Altre coppe | Totale | Totale |
| Stagione        | Squadra             | Comp            | Pres       | Reti       | Comp            | Pres            | Reti            | Comp               | Pres               | Reti               | Comp        | Pres        | Reti        | Pres   | Reti   |
| --------------- | ------------------- | --------------- | ---------- | ---------- | --------------- | --------------- | --------------- | ------------------ | ------------------ | ------------------ | ----------- | ----------- | ----------- | ------ | ------ |
| 2017-2018       | Hamilton Academical | SP              | 13         | 0          | SC+SCC          | 1+1             | 0               | -                  | -                  | -                  | -           | -           | -           | 15     | 0      |
| 2018-2019       | Aberdeen            | SP              | 33         | 6          | SC+CdL          | 6+3             | 0+1             | UEL                | 2                  | 1                  | -           | -           | -           | 44     | 8      |
| 2019-2020       | Aberdeen            | SP              | 28         | 1          | SC+CdL          | 4+1             | 1+0             | UEL                | 6                  | 1                  | -           | -           | -           | 39     | 3      |
| 2020-2021       | Aberdeen            | SP              | 35         | 9          | SC+CdL          | 3+0             | 0               | UEL                | 3                  | 1                  | -           | -           | -           | 41     | 10     |
| 2021-2022       | Aberdeen            | SP              | 36         | 11         | SC+CdL          | 2+1             | 1+0             | UECL               | 6                  | 4                  | -           | -           | -           | 45     | 16     |
| Totale Aberdeen | Totale Aberdeen     | Totale Aberdeen | 132        | 27         |                 | 20              | 3               |                    | 17                 | 7                  |             |             |             | 169    | 37     |
| 2022-2023       | Bologna             | A               | 32         | 7          | CI              | 1               | 0               | -                  | -                  | -                  | -           | -           | -           | 33     | 7      |
| 2023-2024       | Bologna             | A               | 31         | 6          | CI              | 2               | 0               | -                  | -                  | -                  | -           | -           | -           | 33     | 6      |
| 2024-2025       | Bologna             | A               | 16         | 1          | CI              | 3               | 0               | UCL                | 5                  | 0                  | -           | -           | -           | 24     | 1      |
| 2025-2026       | Bologna             | A               | -          | -          | CI              | -               | -               | UEL                | -                  | -                  | SI          | -           | -           | -      | -      |
| Totale Bologna  | Totale Bologna      | Totale Bologna  | 79         | 14         |                 | 6               | 0               |                    | 5                  | 0                  |             | -           | -           | 90     | 14     |
| Totale carriera | Totale carriera     | Totale carriera | 224        | 41         |                 | 28              | 3               |                    | 21                 | 7                  |             |             |             | 273    | 51     |

### Cronologia presenze e reti in nazionale
| Cronologia completa delle presenze e delle reti in nazionale ― Scozia | Cronologia completa delle presenze e delle reti in nazionale ― Scozia | Cronologia completa delle presenze e delle reti in nazionale ― Scozia | Cronologia completa delle presenze e delle reti in nazionale ― Scozia | Cronologia completa delle presenze e delle reti in nazionale ― Scozia | Cronologia completa delle presenze e delle reti in nazionale ― Scozia | Cronologia completa delle presenze e delle reti in nazionale ― Scozia | Cronologia completa delle presenze e delle reti in nazionale ― Scozia |
| Data                                                                  | Città                                                                 | In casa                                                               | Risultato                                                             | Ospiti                                                                | Competizione                                                          | Reti                                                                  | Note                                                                  |
| --------------------------------------------------------------------- | --------------------------------------------------------------------- | --------------------------------------------------------------------- | --------------------------------------------------------------------- | --------------------------------------------------------------------- | --------------------------------------------------------------------- | --------------------------------------------------------------------- | --------------------------------------------------------------------- |
| 1-9-2021                                                              | Copenaghen                                                            | Danimarca                                                             | 2 – 0                                                                 | Scozia                                                                | Qual. Mondiali 2022                                                   | -                                                                     | 90+1’                                                                 |
| 7-9-2021                                                              | Vienna                                                                | Austria                                                               | 0 – 1                                                                 | Scozia                                                                | Qual. Mondiali 2022                                                   | -                                                                     | 88’                                                                   |
| 29-3-2022                                                             | Vienna                                                                | Austria                                                               | 2 – 2                                                                 | Scozia                                                                | Amichevole                                                            | -                                                                     | 77’                                                                   |
| 14-6-2022                                                             | Erevan                                                                | Armenia                                                               | 1 – 4                                                                 | Scozia                                                                | UEFA Nations League 2022-2023 - 1º turno                              | -                                                                     | 64’                                                                   |
| 16-11-2022                                                            | Diyarbakır                                                            | Turchia                                                               | 2 – 1                                                                 | Scozia                                                                | Amichevole                                                            | -                                                                     | 79’                                                                   |
| 28-3-2023                                                             | Glasgow                                                               | Scozia                                                                | 2 – 0                                                                 | Spagna                                                                | Qual. Euro 2024                                                       | -                                                                     | 83’                                                                   |
| 12-9-2023                                                             | Glasgow                                                               | Scozia                                                                | 1 – 3                                                                 | Inghilterra                                                           | Amichevole                                                            | -                                                                     | 82’                                                                   |
| 17-10-2023                                                            | Villeneuve-d'Ascq                                                     | Francia                                                               | 4 – 1                                                                 | Scozia                                                                | Amichevole                                                            | -                                                                     |                                                                       |
| 16-11-2023                                                            | Tbilisi                                                               | Georgia                                                               | 2 – 2                                                                 | Scozia                                                                | Qual. Euro 2024                                                       | -                                                                     | 46’                                                                   |
| 19-11-2023                                                            | Glasgow                                                               | Scozia                                                                | 3 – 3                                                                 | Norvegia                                                              | Qual. Euro 2024                                                       | -                                                                     | 70’                                                                   |
| 22-3-2024                                                             | Amsterdam                                                             | Paesi Bassi                                                           | 4 – 0                                                                 | Scozia                                                                | Amichevole                                                            | -                                                                     | 68’                                                                   |
| 26-3-2024                                                             | Glasgow                                                               | Scozia                                                                | 0 – 1                                                                 | Irlanda del Nord                                                      | Amichevole                                                            | -                                                                     | 37’                                                                   |
| 20-3-2025                                                             | Il Pireo                                                              | Grecia                                                                | 0 – 1                                                                 | Scozia                                                                | UEFA Nations League 2024-2025 - Play-off                              | -                                                                     | 45+2’                                                                 |
| 23-3-2025                                                             | Glasgow                                                               | Scozia                                                                | 0 – 3                                                                 | Grecia                                                                | UEFA Nations League 2024-2025 - Play-off                              | -                                                                     | 55’ 61’                                                               |
| 6-6-2025                                                              | Glasgow                                                               | Scozia                                                                | 1 – 3                                                                 | Islanda                                                               | Amichevole                                                            | -                                                                     | [ 18 ]                                                                |
| 9-6-2025                                                              | Vaduz                                                                 | Liechtenstein                                                         | 0 – 4                                                                 | Scozia                                                                | Amichevole                                                            | -                                                                     | 78’                                                                   |
| Totale                                                                |                                                                       | Presenze                                                              | 16                                                                    |                                                                       | Reti                                                                  | 0                                                                     |                                                                       |

| Cronologia completa delle presenze e delle reti in nazionale ― Scozia under 21 | Cronologia completa delle presenze e delle reti in nazionale ― Scozia under 21 | Cronologia completa delle presenze e delle reti in nazionale ― Scozia under 21 | Cronologia completa delle presenze e delle reti in nazionale ― Scozia under 21 | Cronologia completa delle presenze e delle reti in nazionale ― Scozia under 21 | Cronologia completa delle presenze e delle reti in nazionale ― Scozia under 21 | Cronologia completa delle presenze e delle reti in nazionale ― Scozia under 21 | Cronologia completa delle presenze e delle reti in nazionale ― Scozia under 21 |
| Data                                                                           | Città                                                                          | In casa                                                                        | Risultato                                                                      | Ospiti                                                                         | Competizione                                                                   | Reti                                                                           | Note                                                                           |
| ------------------------------------------------------------------------------ | ------------------------------------------------------------------------------ | ------------------------------------------------------------------------------ | ------------------------------------------------------------------------------ | ------------------------------------------------------------------------------ | ------------------------------------------------------------------------------ | ------------------------------------------------------------------------------ | ------------------------------------------------------------------------------ |
| 6-9-2018                                                                       | Edimburgo                                                                      | Scozia under 21                                                                | 3 – 0                                                                          | Andorra under 21                                                               | Qual. Europeo Under-21 2019                                                    | -                                                                              | 78’                                                                            |
| 11-9-2018                                                                      | Doetinchem                                                                     | Paesi Bassi under 21                                                           | 1 – 2                                                                          | Scozia under 21                                                                | Qual. Europeo Under-21 2019                                                    | -                                                                              | 39’                                                                            |
| 16-10-2018                                                                     | Edimburgo                                                                      | Scozia under 21                                                                | 0 – 2                                                                          | Inghilterra under 21                                                           | Qual. Europeo Under-21 2019                                                    | -                                                                              | 61’                                                                            |
| 5-9-2019                                                                       | Paisley                                                                        | Scozia under 21                                                                | 2 – 0                                                                          | San Marino under 21                                                            | Qual. Europeo Under-21 2021                                                    | -                                                                              | 70’                                                                            |
| 10-9-2019                                                                      | Sebenico                                                                       | Croazia under 21                                                               | 1 – 2                                                                          | Scozia under 21                                                                | Qual. Europeo Under-21 2021                                                    | -                                                                              | 78’                                                                            |
| 10-10-2019                                                                     | Edimburgo                                                                      | Scozia under 21                                                                | 0 – 0                                                                          | Lituania under 21                                                              | Qual. Europeo Under-21 2021                                                    | -                                                                              | 44’ 58’                                                                        |
| 15-11-2019                                                                     | Paisley                                                                        | Scozia under 21                                                                | 0 – 1                                                                          | Grecia under 21                                                                | Qual. Europeo Under-21 2021                                                    | -                                                                              |                                                                                |
| 8-9-2020                                                                       | Vilnius                                                                        | Lituania under 21                                                              | 0 – 1                                                                          | Scozia under 21                                                                | Qual. Europeo Under-21 2021                                                    | -                                                                              |                                                                                |
| 9-10-2020                                                                      | Paisley                                                                        | Scozia under 21                                                                | 2 – 0                                                                          | Rep. Ceca under 21                                                             | Qual. Europeo Under-21 2021                                                    | -                                                                              |                                                                                |
| 12-11-2020                                                                     | Edimburgo                                                                      | Scozia under 21                                                                | 2 – 2                                                                          | Croazia under 21                                                               | Qual. Europeo Under-21 2021                                                    | -                                                                              | 63’                                                                            |
| 17-11-2020                                                                     | Atene                                                                          | Grecia under 21                                                                | 1 – 0                                                                          | Scozia under 21                                                                | Qual. Europeo Under-21 2021                                                    | -                                                                              |                                                                                |
| Totale                                                                         |                                                                                | Presenze                                                                       | 11                                                                             |                                                                                | Reti                                                                           | 0                                                                              |                                                                                |

## Palmarès

### Club
- Coppa Italia: 1

Bologna: 2024-2025

### Individuale
- Premio Bulgarelli Number 8: 1

2024